# Liulin
Liulin léase Liú-Lin (en chino:柳林县, pinyin:Liǔlín xiàn) es un condado bajo la administración directa de la ciudad-prefectura de Lüliang. Se ubica al oeste de la provincia de Shanxi, este de la República Popular China. Su área es de 1228 km² y su población total para 2010 fue +300 mil habitantes.

## Administración
El condado de Liulin  se divide en 15 pueblos que se administran en 8 poblados y 7 villas.